# Симонс, Раф
Раф Ян Си́монс (нидерл. Raf Jan Simons, род. 12 января 1968, Нерпелт, Лимбург) — бельгийский дизайнер, второй креативный директор Prada с февраля 2020 года. С апреля 2012 года по октябрь 2015 был креативным директором дома Dior. С 2016 года занимал пост креативного директора Calvin Klein, в декабре 2018 покинул должность.

## Юность и учёба
Окончил Высшую школу визуальной коммуникации Генка в 1991 году и получил диплом промышленного и мебельного дизайнера. Начал работать как мебельный дизайнер и прошёл стажировку у Вальтера Ван Бейрендонка с 1991 года по 1993 год. Вместе с Вальтером Ван Бейрендонком посетил неделю моды в Париже, где увидел первую выставку мод — знаменитую белую коллекцию Maison Martin Margiela. Эта выставка убедила его сменить направление и обратиться к созданию модной одежды.

## Бренд Raf Simons
Линда Лоппа, глава отделения моды Королевской академии изящных искусств Антверпена, убедила Симонса стать дизайнером. В 1995 году, он основал свой бренд. Стиль американских студентов, английских школьников, New Wave (новая волна) и панк-рок вдохновили его на осеннюю и зимнюю коллекцию 1997 года, которая являлась первой выставкой мод Симонса в Париже. В общем, стиль молодежи и музыка вдохновили его коллекции.
Музыка всегда была важной частью работы модного дизайнера, он часто основывался на стили музыкальныx групп Manic Street Preachers и Joy Division. Члены немецкой музыкальной группы Kraftwerk выступили как манекены для осенней и зимней коллекции 1998 года.
В марте 2000 года закрыл своё предприятие, чтобы временно приостановить карьеру после осенней и зимней коллекций Смущение (Confusion) того года. В тот период, международная известность Симонса росла благодаря весенней и летней коллекции 2002 года. В 2003 году стал лауреатом Swiss Textiles Award. Организация этого конкурса хотела поддержать карьеру Симонса и поэтому он получил материалы с ценностью 100 000 долларов.
В июне 2005 года бренд Raf by Raf Simons был запущен и продавался по более низкой цене. Симонс тоже опубликовал книгу Raf Simons: Redux о первых десяти годах своей карьеры.
В 2008 году два флагманских магазина бренда Raf Simons открылись в японских городах Токио и Осака в сотрудничестве с художниками Стерлингом Руби и Роджером Хайорнсом.
Раф Симонс организовал первую рекламную кампанию для осенней и зимней коллекции 2009 года, фотографирована Вилли Вандерперре. Бренд Raf by Raf Simons был заменён в 2011 году брендом Raf Simons 1995, диффузионная линия модного бренда, которая соединила элементы прошлых коллекций Симонса. Коллекция Raf Simons 1995 также включает товары для дома такие как одеяла и подушки.

## Сотрудничество
С 2008 года дизайнер выпускал коллекции в сотрудничестве с английским брендом Fred Perry. Начиная с весенней и летней коллекции 2008 года, Симонс создал коллекцию солнцезащитных очков для бренда Линды Фэрроу. Он тоже сотрудничал с производителем кроссовок ASICS в 2009 году и Adidas в 2013 году. В 2008—2013 годах он создавал коллекции для американского производителя сумок Eastpak.

### Jil Sander
В июне 2005 года Prada Group назначили Симонса креативным директором своего модного дома Jil Sander. Работая для этого бренда, модельер лишил его стиль чистого минимализма, добавив в коллекции цвет и спортивный элемент. Он расширил предприятие, создав диффузионную линию для женщин Jil Sander Navy. Его последняя коллекция для Jil Sander отсылала к творчеству Пабло Пикассо.

### Christian Dior
В апреле 2012 года фирма Dior объявилa, что Симонс заменит Билла Гайтенна как креативный директор в предприятии Dior. Эта замена закончилa период перехода после увольнения Джона Гальяно. Однако он не создает коллекции для мужчин, потому что другой бельгийский дизайнер Крис Ван Аш остаётся креативным директором Dior Homme. Первая коллекция высокой моды Симонса для осенней и зимней коллекций 2012 года получила положительную оценку, поскольку модельер сконцентрировался на 50-х годах XX века, в которых Кристиан Диор моделировал несколько своих самых знаменитых силуэтов.
С тех пор, как Симонс стал работать для Dior, разные кинозвезды носили его платья. Как лицо Dior, одни из его платьев носили Дженнифер Лоуренс на Оскаре в 2013 и в 2014 году и Марион Котийяр на Оскаре в 2015 году. А также Симонс убедил Джессику Бил, Шарлиз Терон, Лупита Нионго и других кинозвёзд в своём творчестве.
22 октября 2015 года компания Dior объявила об уходе Симонса с поста креативного директора по личным обстоятельствам.

### Calvin Klein
2 августа 2016 года было объявлено о назначении Рафа Симонса на должность креативного директора бренда Calvin Klein. Раф дебютировал с новыми коллекциями бренда в рамках Нью-Йоркской недели моды, подчеркнув, что возьмет креативный контроль над всеми структурами бренда — от первой линии одежды, до предметов домашнего интерьера и нижнего белья. Дебютную коллекцию Рафа ждали так сильно, что авторитетный журнал New York Magazine назвал ее «Самый ожидаемый модный показ десятилетия» и удостоил превосходных оценок. В первую очередь от Рафа ожидали полное переосмысление эстетики бренда и создание новых креативных форм, которые помогут бренду преодолеть затянувшийся кризис. Однако владельцы бренда, концерн PVH, оказались крайне разочарованы сотрудничеством. В Ноябре 2018 года на пресс-конференции глава правления PVH Эммануэль Чирико поведал журналистам о падении доходов бренда более чем на 20 млн долларов за год, а также увеличении расходов на маркетинг и PR, что выглядело «безумным» в той ситуации. Стало ясно, что сотрудничество с Рафом Симонсом будет прекращено. 24 декабря 2018 года Раф Симонс покинул должность креативного директора Calvin Klein.

### Raf Simons X Adidas
Сотрудничество бельгийского дизайнера с немецким гигантом началось в 2013 году. Adidas хотел запрыгнуть на волну моды на лимитированные модели кроссовок, которые бы основывались на базовых моделях компании, но их стоимость была бы выше, за счет эксклюзивности и ограниченного тиража. В 2013 году Симонс представил публике обновленные и творчески переосмысленные модели Ozweego и Terrex с прозрачными силиконовыми вставками — данные вставки в дальнейшем станут отличительной чертой дизайна лимитированной линии Adidas. Отличительными чертами линии являются премиальные и новейшие материалы, которые не используются в масс-маркете, а также автограф в виде перфорированной буквы R.

## Искусство
У Симонса обширная коллекция искусства, включая произведения Майка Келли, Эвана Холловай и Джим Лэмби. Он также организует выставки в Бельгии и в Италии.

## СМИ
В 2014 году, Фредерик Ченг поставил и направил документальный фильм, названный Dior and I или Dior et moi на французском языке. В этом фильме, речь идет о Рафе Симонсе, который моделировал первую кутюрную коллекцию для Dior. Мировая премьера документального фильма проходила на кинофестивале Трайбека.
Разные американские и английские газеты и журналы такие как The New York Times, New York Magazine, The Independent и английская версия Vogue похвалили фильм.

## Дизайнер интерьера
После окончания сотрудничества с Calvin Klein Раф заявил, что наконец-то может посвятить свое время своему давнему увлечению — созданию дизайна мебели и предметов домашнего интерьера. Совместно с датской студией Kvadrat Раф Симонс выпустил капсульную коллекцию предметов интерьера.